# Hugo (Minnesota)
Hugo es una ciudad ubicada en el condado de Washington en el estado estadounidense de Minnesota. En el Censo de 2010 tenía una población de 13332 habitantes y una densidad poblacional de 142,89 personas por km².

## Geografía
Hugo se encuentra ubicada en las coordenadas 45°9′51″N 92°57′36″O / 45.16417, -92.96000. Según la Oficina del Censo de los Estados Unidos, Hugo tiene una superficie total de 93.3 km², de la cual 86.64 km² corresponden a tierra firme y (7.15%) 6.67 km² es agua.

## Demografía
Según el censo de 2010, había 13332 personas residiendo en Hugo. La densidad de población era de 142,89 hab./km². De los 13332 habitantes, Hugo estaba compuesto por el 92.87% blancos, el 0.79% eran afroamericanos, el 0.29% eran amerindios, el 3.49% eran asiáticos, el 0.03% eran isleños del Pacífico, el 0.58% eran de otras razas y el 1.96% pertenecían a dos o más razas. Del total de la población el 2.39% eran hispanos o latinos de cualquier raza.